# Bloedcicade
De bloedcicade (Cercopis vulnerata) is een insect uit de familie spuugbeestjes of schuimcicaden (Cercopidae).

## Beschrijving
Deze cicade dankt de naam aan de zwarte basiskleur en enkele (meestal zes) grote, bloedrode vlekken op de dekschilden. Het lichaam is langwerpig en sterk gekield en bij verstoring schiet dit dier weg door met de krachtige achterpoten omhoog te springen. Met de vleugels, die onder de dekschilden zitten zweeft de cicade vervolgens enkele meters om te ontsnappen. Van vliegen is meestal geen sprake, hoewel deze soort wel vliegt als bijvoorbeeld het voedsel op is. De soort Cercopis sanguinolenta lijkt er sterk op, maar is minder algemeen en heeft kleinere rode vlekken. Een andere soort die er sterk op lijkt is Haematoloma dorsatum, die echter een rode basiskleur heeft met zwarte vlekken. Deze laatste soort is meer gebonden aan dennenbomen. De lichaamslengte bedraagt 1 cm.

## Ontwikkeling
Het voedsel bestaat uit plantensappen die met de monddelen worden opgezogen, liefst grassen maar ook wel andere planten. Deze soort behoort tot de schuimcicaden, maar de schuimnesten bevinden zich ondergronds waardoor de nimfen maar zelden worden waargenomen. Het schuimnest is wat steviger van structuur om de nimf te beschermen tegen ondergrondse predatoren. Ook de nimf zuigt plantensappen, maar zuigt deze uit de wortels. Het vrouwtje legt tegen het eind van de zomer eitjes in planten en bomen die overwinteren voordat ze uitkomen. De nimf komt in de lente naar boven om te verpoppen tot imago.

## Voorkomen
De bloedcicade heeft een voorkeur voor wat zurige gronden, maar is vrij algemeen in graslanden in heel Midden- en Zuid-Europa. Ook in bosranden, heidevelden en stadsparken kan deze soort worden aangetroffen.